# انضباط

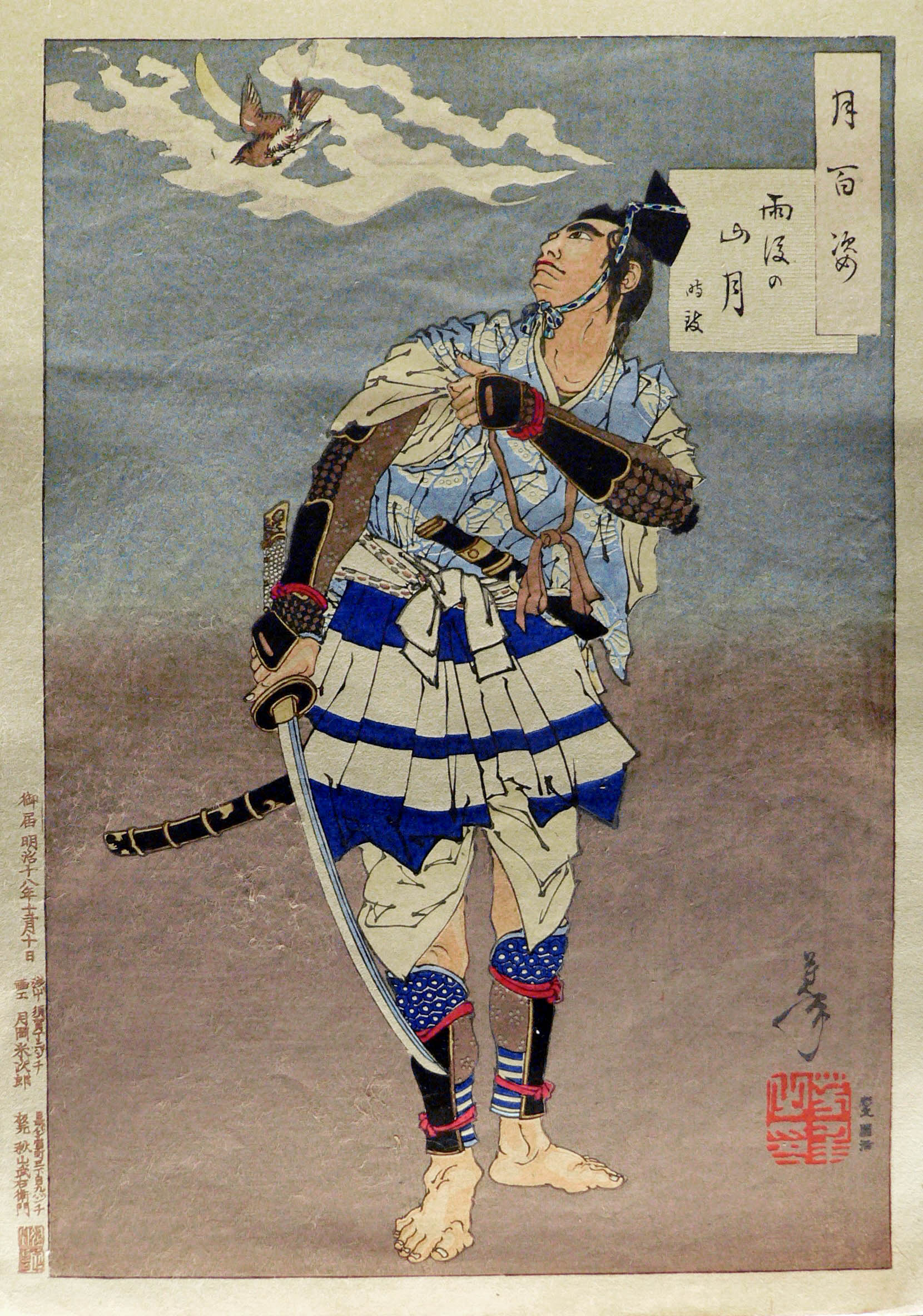

الانضباط  مجموعة من القواعد السلوكية للحفاظ على النظام والتبعية بين أعضاء مجموعة معينة. والانضباط هو تنسيق الاتجاهات لتطوير المهارات بشكل أسرع، أو اتباع نظام أخلاقي أو سلوكي معين.
في مغزاه العام، النظام يشير إلى تعليمات الانضباط المعطاة إلى المنضبط. الانضباط يعني أن تكلف شخص ليسير على سلوك معين من النظام أو "الأوامر". عادة، فإن عبارة 'الانضباط' تحمل دلالة سلبية. وذلك لأن تطبيق النظام—يضمن أن التعليمات تُنفذ—وغالبا ما تنظم من خلال العقوبة.

## الاستخدامات
الانضباط يعني أن تكلف شخص ليسير على سلوك معين من النظام أو "الأوامر". في مجال تنمية الطفل، الانضباط يشير إلى أساليب محاكاة الشخصيات وتدريس سلوك القبول والتحكم الذاتي، ومراقبة السلوك المقبول  (على سبيل المثال تعليم الطفل أن يغسل يديه/يديها قبل وجبات الطعام). هنا، 'غسل الايدي قبل تناول الطعام' نمطا معينا من السلوك، والطفل يضبط ليتبع هذا النمط. 'الانضباط' يشير أيضا إلى كلمة انضباطي ، والتي تدل على الشخص الذي يفرض النظام.
ومع ذلك عادة عبارة 'الانضباط' تحمل دلالة سلبية. وذلك لأن تطبيق النظام—يضمن أن التعليمات تُنفذ—وغالبا ما تنظم من خلال العقوبة.. راجع.  
أن تكون منضبط يخضع لسياق، إما بحكم (القدرة على اتباع التعليمات جيدا) أو كناية عن العقاب (والتي يمكن أيضا أن تشير إلى الإجراء التأديبي). كاسم محدد، الانضباط يشير إلى أداة للعقاب، على سبيل المثال في الاهانه للجسم (انظر أيضا: الجلد). كأداه ممكن أيضاً أن تطبق على الذات، على سبيل المثال في الندم لعدم الانضباط الذاتي بما فيه الكفاية.

### الانضباط الذاتي
الانضباط الذاتي يشير إلى التدريب الذي يعطيه الشخص لنفسه لإنجاز مهمة معينة، أو لتبني نمط معين من السلوك، حتى ولو واحد من شأنه حقا أن يكون بدلا من القيام بشيء آخر. على سبيل المثال، حرمان النفس من المتعة الباهظة من أجل إنجاز متطلبات أكثر للفعل الخيري. وبالتالي، الانضباط الذاتي هو التأكيد على قوة الارادة على قاعدة المزيد من الرغبات، وعادة ما يُفهم أن يكون مرادفا لـ'السيطرة على النفس'. الانضباط الذاتي إلى حد ما بديلا عن الدافع، عندما يستخدم الشخص سبب واحد لتحديد أفضل مسار من الأفعال الذي يعارض رغباته. اسلوك الفاضل هو عندما يكون دوافع شخص تتماشى مع الأهداف المُسببة له: أن تفعل ما تعرفه هو أفضل وأن تفعل ذلك بكل سرور حقيقي. السلوك العفيف، من ناحية أخرى، يكون عندما يقوم شخص بفعل ما يعرفه هو الأفضل، ولكن يجب أن يفعل ذلك من خلال معارضة دوافعه. الانتقال من السلوك العفيف إلى السلوك الفاضل يتطلب بعض من التدريب والانضباط الذاتي.
الانضباط الذاتي يمكن أيضا أن يكون مرتبط بـ ' مدرسة الانضباط '، ' كنيسة الانضباط ' وحتى' أكاديمية الانضباط '.
مدرسة الانضباط تشير إلى تنظيم الأطفال والمحافظة على النظام («القواعد») في المدارس. هذه القواعد يمكن أن تكون على سبيل المثال، تحديد المعايير المتوقعة من الملابس، وضبط الوقت، والسلوك الاجتماعي وأخلاقيات العمل. المصطلح يمكن أن يطبق أيضا على العقوبة التي هي نتيجة العدوان على قواعد السلوك. لهذا السبب، فإن استخدام الانضباط المدرسي في بعض الأحيان يعني إدارة العقاب، بدلا من أن لتصرف في حدود القواعد المدرسية.
كنيسة الانضباط هو استجابة لهيئة الكنسية في بعض التصور الخاطئ، سواء في العمل أو في المذهب. والأشد تطرفا في الكنائس الحديثة هو الحرمان. كنيسة الانضباط يمكن أيضا أن يشير إلى القواعد التي تحكم بعض النظام الكنسي، مثل الكهنة أو الرهبان، مثل العزوبة الكتابية.
أكاديمة النظام يشير إلى مجموعة المعارف التي تعطى ل - أو تُتلقى عن طريق—الضبط. المصطلح قد يدل على 'دائرة المعارف' التي قد اختارها الفرد ليتخصص فيها، في معهد للتعليم العالي، فإن مصطلح 'انضباط' غالبا ما يكون مرادفا لل'كلية'.

### حياة العمل
في الشركات المتحدة، قد يكون الانضباط جزءا منتظم من اتفاقية المفاوضة الجماعية، وتخضع للإجراءات التظلمية.
في المملكة المتحدة مسائل العمالة، استماع الانضباط [من ناحية أخرى يُعرف باسم الجلسة التأديبية] تجري من جانب رب العمل عندما يزعم أن موظف قد انخفض دون المستوى المطلوب في أحد الجوانب المتصلة بعملهم. جلسة استماع الانضباط يمكن أن تُحرض بشأن مسألة سوء السلوك أو سوء الأداء. يجب أن يُسمح للموظف أن يرد على هذه المزاعم خلال جلسة استماع الانضباط.

## أساليب الانضباط
أساليب الانضباط هي المعايير الاجتماعية على من ومتى ولماذا، وكيف يكون الناس منضبطون. عادة، فإنه ليس من المقبول اجتماعيا أن يضرب أحد الطفل غير الوالدين. اعتمادا على قانون الدولة، فإنه من الممكن أن يكون أو لا يكون مقبولا تنفيذ السجين لتهمة القتل. تتغير المعايير اعتمادا على البيئة.
المنزل: الممارسات الشائعة هي المهلة، الهبوط، التقييد، والردف.
المدرسة: الممارسات الشائعة هي الاحتجاز، في تعليق المدرسة وخارج تعليق المدرسة.
المجتمع: الممارسات الشائعة هي الاستشهاد، وقت السجن والإعدام.
هذه الممارسات تشبه العقوبات التي تستخدم لتصحيح سلوك الشخص ومع ذلك، التعزيز الإيجابي يكون تماما كما هو فعال.
التعزيز الإيجابي هو منع سوء الاستخدام عن طريق الثناء على السلوك المرغوب. يميل الناس إلى وظيفة أفضل في ظل هذه الظروف. البشر، وبصفة عامة، يريدوا أن يعرفوا أنهم يقومون بعمل جيد. الناس تعمل بجد للحصول على المكافآت والترقيات، الدرجات الجيدة، والمنح الدراسية. من المهم أن نمدح الأطفال عندما يفعلون الشيء الصحيح لأنهم سوف يكونوا أكثر عرضة لتكرار ذلك مرة أخرى في المستقبل.